# Дуцхуни
Дуцхуни (груз. დუცხუნი) — село в Грузии, на территории Ванского муниципалитета края (мхаре) Имеретия.

## География
Село находится в западной части Грузии, на берегах реки Кумури, на расстоянии приблизительно 7 километров (по прямой) к юго-западу от города Вани, административного центра муниципалитета. Абсолютная высота — 285 метров над уровнем моря.

## Население
По результатам официальной переписи населения 2014 года, в Дуцхуни проживало 109 человек (53 мужчины и 56 женщин). В национальной структуре населения грузины составляли 100 %.
| Год  | Население, человек |
| ---- | ------------------ |
| 2002 | 280                |
| 2014 | ↘ 109              |